# Илия Цонев
Илия Цонев е български инженер и кмет на Ловеч (1989 – 1990).

## Биография
Илия Цонев е роден на 17 април 1935 г. в с. Абланица, Ловешко. Средно образование завършва в Габрово – Техническо училище – специалност „Двигатели с вътрешно горене“ а висше в МЕИ (София) (1964) специалност „Технология на машиностроенето“.
Трудова дейност:
- 1954 -1956 г. – Завод 14 – шлосер и техник по енергетично оборудване;
- 1956 – 1958 г. – Поделение 80940 Плевен – шофьорска школа – пом. к-р на транспортен взвод – спортна рота волейбол гр. Пловдив. Офицер от резерва чин Капитан;
- 1959 – 1971 г. – ОСП „Балкан“ – конструктор – технолог – н-к нормативно – изследователско бюро – н-к Автомобилен цех;
- 1971 – 1972 г. – завод „Елпром“ Ловеч – зам.директор производство;
- 1972 – 1976 г. – завод за електроинструменти „Елпром“ Ловеч – Директор;
- 1976 – 1978 г. – зам.председател на Градски Народен Съвет Ловеч;
- 1978 – 1981 г. – „Автокомбинат“ Ловеч – Директор;
- 1981 – 1988 г. – зам.председател на Окръжен Народен Съвет Ловеч;
- 1988 – 1989 г. – зам.председател на Общински Народен Съвет Ловеч;
- 1989 – 1990 г. – Председател на Общински Народен Съвет – последния комунистически Кмет на Ловеч;
- 1991 – 1995 г. – безработен – „Мултигруп“ – Директор на Окръжна дирекция;
- 1995 г. – пенсиониране;
- 1996 – 2000 г. – „Пегемекс“ – експерт „Транспорт и Строителство“;
- 2000 – 2004 г. – Община Ловеч – зом.кмет;
- 2005 – 2015 г. – вещо лице в ДЗИ и ЛЕВИНС Ловеч.

Илия Цонев е инициатор за изграждане на пистата за провеждане на рали крос състезания в с. Баховица. Носител е на „златното кормило“ на Съюза на българските автомобилисти в Ловеч. Награден с Почетния медал на Ловеч (2015). 